# Svinndal
Svinndal este o localitate din comuna Våler, provincia Østfold, Norvegia, cu o suprafață de 0,36 km² și o populație de 404 locuitori (2013).